# Teheranski NLO incident 1976.
Teheranski NLO incident 1976., naziv za prijavljeni slučaj viđenja neidentidiciranog letećeg objekta (NLO), kojeg su vidjeli brojni očevici, od pilota dvaju vojnih zrakoplova, do dužnosnika u kontrolnom tornju vojne zrakoplovne baze. Uz to nepoznati objekt je zabilježen na radaru vojnog zrakoplova i ometao je njegove instrumente. Slučaj je dobro dokumentiran i njime su se bavili i časnici Američkog ratnog zrakoplovstva, koji su se nalazili u Teheranu u sklopu misije Američke vojne skupine za savjetovanje i pomoć, koji su sastavili tajni memorandum Vojne obavještajne službe (DIA), koji je bio poslan Bijeloj kući, Središnjoj obavještajnoj službi i Službi nacionalne sigurnosti SAD-a.

## Kronologija događaja
U noći, 18. rujna 1976. godine, oko 23 sata, građani Teherana prijavili su tornju kontrole leta u zračnoj luci Mehrebad, viđenje neobično blještavo svjetla koje je kružilo na visini od oko 2.000 metara iznad grada. Noćni nadzornik kontrole lete dignuo je uzbunu oko 00:30 sati i obavjestio zapovjedno mjesto Ratnog zrakoplovstva. Izviđanje situacije preuzeo je dežurni zapovjednik, general Yousefi, koji je poslao vojni zrakoplov F-4 Phantom II iz vojne baze Shahrokhi kako bi istražio tu neobičnu pojavu na nebu. Zrakoplov je pokušavao prići neobičnoj nebeskoj pojavi, ali nije ju je mogao sustići budući da se kretala vrlo brzo i instrumenti u zrakoplovu su otkazivali svaki put kada bi se uspjeli donekle približiti. Kada bi se F-4 udaljio od pojave, radari, radio i svi ostali instrumenti bi se ponovno uključili.
Oko 01:30, 19. rujna, uzletio je još jedan vojni zrakoplov kojim je upravljao Parviz Jafari, u to vrijeme bojnik i zapovjednik eskadre. Objekt je opisao kao jako blještava svjetlo koje je bljeskalo jarkim bojama i tvorilo oblik dijamanta. Zbog jakog svjetla nije vidio strukturu objekta, niti su vidjeli njegove prave obrise. Objekt se kretao nevjerojatno brzo i naglo mijenjao položaj. U jednom je trenutku bio uhvaćen i zaključan na radaru zrakoplova, na osnovu čega je pilot Jafari mogao izračunati da je svjetleća pojava bila otprilike veličine Boeinga 707. Svaki put kada bi mu se zrakoplov počeo približavati, otkazali bi instrumenti. Pilot je pokušao pucati na NLO, ali su se instrumenti zaglavili. Nakon nekog vremena, iz blještave svjetlosti oblika dijamanta, izašao je manji svjetleći objekt oblika mjeseca i uputio se prema zrakoplovu. Uskoro je nestao iz vidokruga, a iz velike svjetleće pojave izletio je drugi takav manji objekt i sletio na tlo, da bi uskoro opet uzletio i nestao. Poslije izvjesnog vremena zrakoplovi su bili pozvani natrag u zrakoplovnu bazu te je uslijedio sastanak vojnih časnika i pilota, na kojem je sudjelovao i američki brigadir Olin Mooy, časnik Američkog ratnog zrakoplovstva na dužnosti u Teherenu. Načinjeno je iscrpno izvješće, na osnovu ispitivanja svjedoka, kako pilota, tako i dežurnih časnika u tornju kontrole leta, koji su također vidjeli neobičnu svjetleću pojavu na nebu, ali i pojedinih građana te je to izvješće proslijeđeno američkim obavještajnim službama.